# Поль Альбер Бенар
Поль Альбер Бенар (фр. Paul Albert Besnard; 1849 — 1934) — французький художник, Директор школи образотворчих мистецтв, член Французької академії. 
У своїх роботах він використовував традиційні сюжети, творив у імпресіоністичному стилі.

## Біографія
Народився в Парижі в сім'ї художників. Його мати була відомою мініатюристкою. Навчався в Школі витончених мистецтв в класі Олександра Кабанеля. У 1874 році отримав Римську премію — відому в той час у Франції нагороду в галузі мистецтва. Після почав розвивати власний стиль, який відрізнявся від академічного, прихильником якого був його вчитель. 
У 1881—1884 роках роботи Бенара виставлялися в Академії мистецтв у Великій Британії. 
У 1886 році картина Бенара «Портрет мадам Роже Журден» (Le Portrait de Madame Roger Jourdain) брала участь в Паризькому салоні — найзначнішій французькій художній виставці того часу. Для цієї роботи характерно нове використання світла і тіней, що стало особистим стилем Бенара. Згодом він не відступав від нього і в більш масштабних роботах. У числі найбільш відомих — фрески в університеті Сорбонна, розпис стелі в паризькому театрі Комеді Франсез. 
У 1912 році Бенар став членом Французької академії образотворчих мистецтв, в 1922 — директором школи образотворчих мистецтв в Парижі, де раніше сам навчався. 

У 1924 році Бенар став довічним членом Французької академії, крісло № 13. 

Деякі роботи
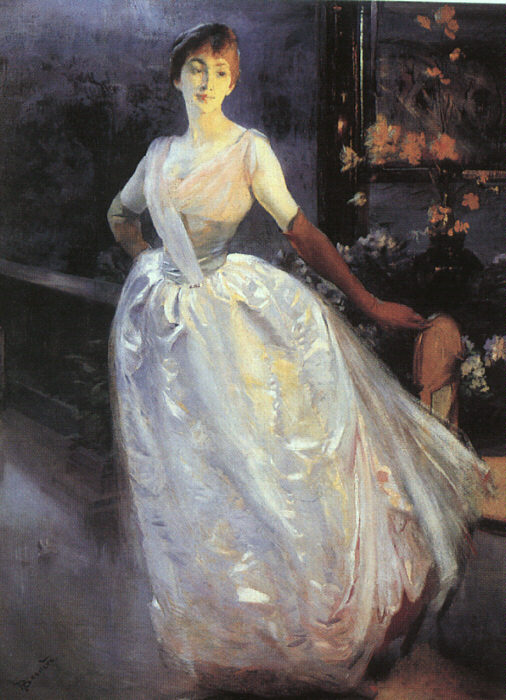
Портрет мадам Роже Журден, 1886
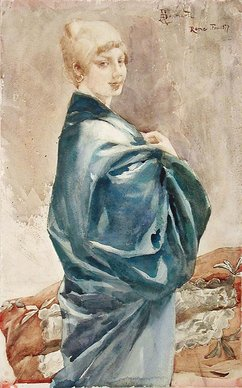
Молода жінка в блакитному кімоно, 1877
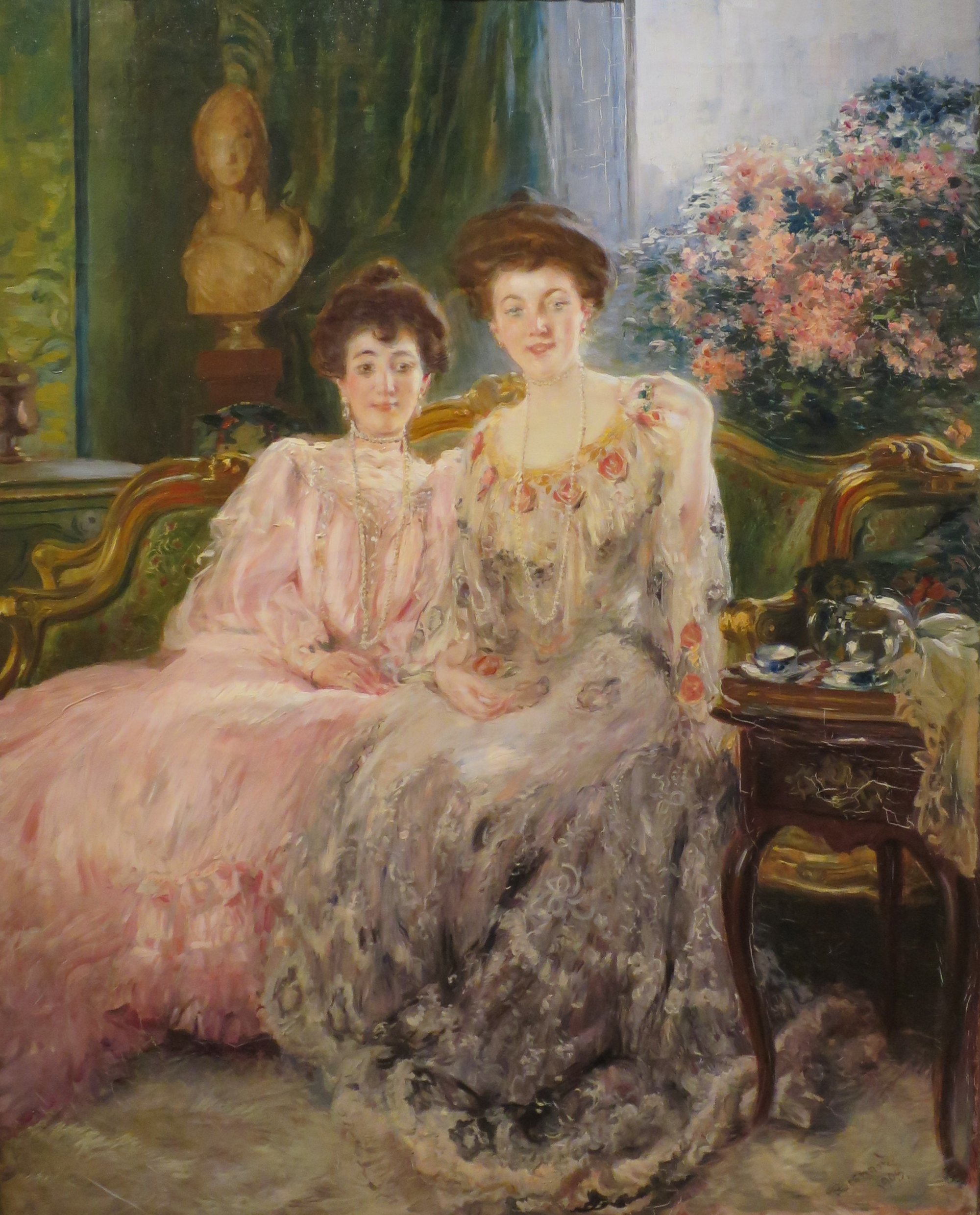
Портрет сестер Харитоненко